# Іванцево (Нижньогородська область)
Іванцево (рос. Иванцево) — село в Лукояновському районі Нижньогородської області Російської Федерації.
Населення становить 668 осіб. Входить до складу муніципального утворення Кудеяровська сільрада.

## Історія
Від 2009 року входить до складу муніципального утворення Кудеяровська сільрада.

## Населення
| 2002 | 2010 |
| ---- | ---- |
| 831  | ↘668 |